# Digital Visual Interface

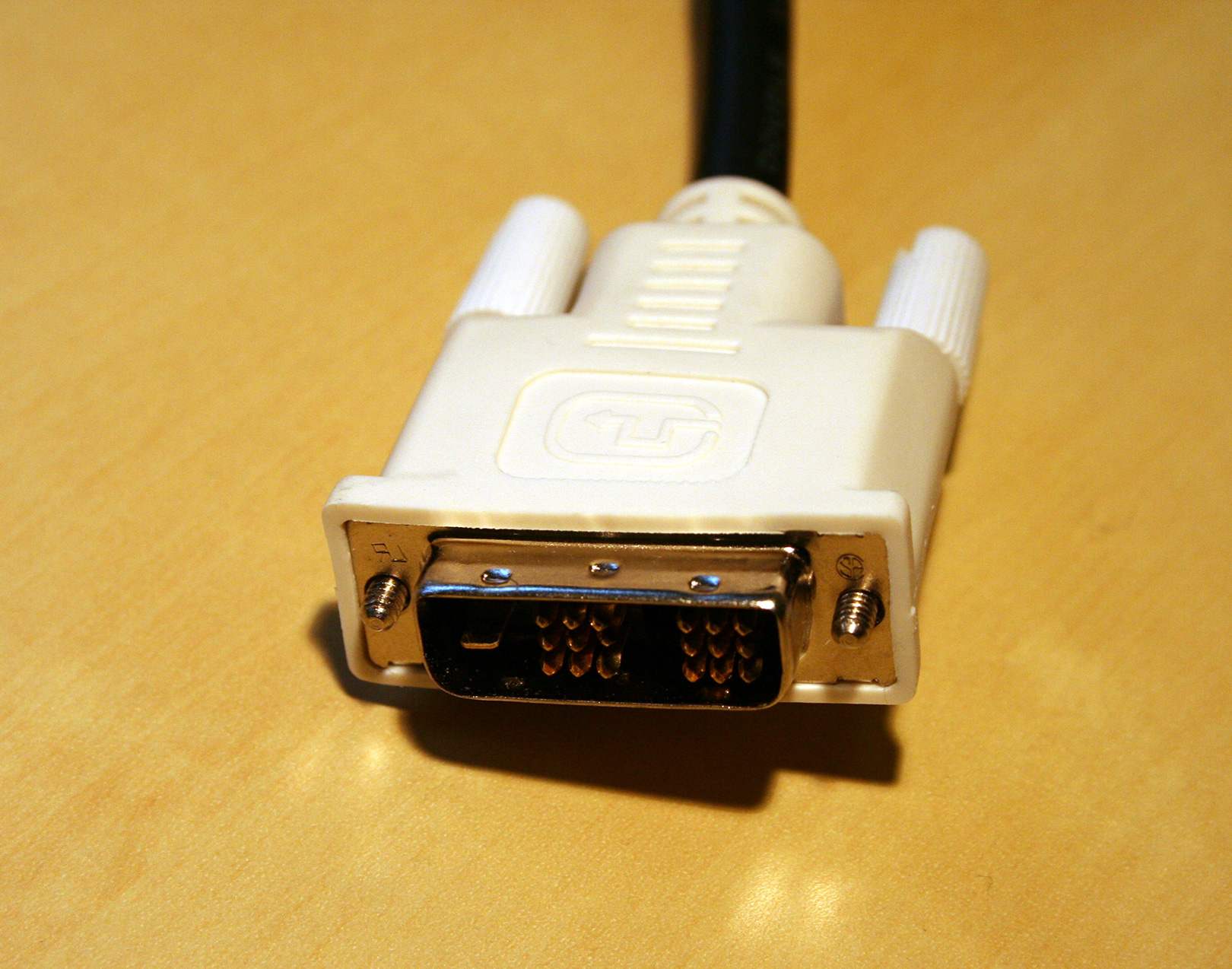

Digital Visual Interface (DVI) är en digital anslutningstyp för överföring av rörliga bilder (video), som tagits fram av organisationen Digital Display Working Group (DDWG).
DVI används exempelvis för anslutning av LCD-skärmar till persondatorer, för att inte behöva gå omvägen via analoga signaler då både grafikkortet och bildskärmen arbetar digitalt. DVI används även på vissa platta TV-apparater, av plasma- eller LCD-typ, och används då även i kombination med kryptering med HDCP av upphovsrättsskäl.
Det finns tre typer av DVI-kontakter:
- DVI-A innehåller enbart analoga signaler.
- DVI-D innehåller enbart digitala signaler.
- DVI-I innehåller förutom de digitala signalerna även analoga RGB-signaler, och kan därför med enkel mellankontakt kopplas till VGA-skärmar.